# Lino Balbo
Arcangelo Balbo, detto Lino (Lugo di Romagna, 18 settembre 1909 – Tobruch, 28 giugno 1940), è stato un giornalista e politico italiano.

## Biografia
Figlio di Ernesta Signani e Fausto Balbo, fratello di Italo Balbo, rimase orfano di padre all'età di due anni e andò a vivere dallo zio, che ne divenne tutore. Conseguita la licenza di ragioniere nell'anno 1926, si arruolò volontario e fu inviato alla scuola allievi ufficiali di Verona, ove giunse il 10 settembre; ivi fu assegnato su sua richiesta alla specialità Alpini.
Dal 16 giugno 1927, nominato sottotenente di complemento, prestò servizio di prima nomina nella 66ª Compagnia del Battaglione "Feltre", 7º Reggimento alpini. Il 10 ottobre fu trasferito e posto a disposizione del Ministero dell'Aeronautica a Roma, sempre come ufficiale alpino, e come tale fece rientro nel febbraio 1928, poi di nuovo in giugno, per partecipare alle esercitazioni invernali ed estive in forza al battaglione "Cadore".
Al ministero rimase attivo nel periodo in cui lo zio Italo ne fu dapprima sottosegretario e poi ministro, e di ciò approfittò per conseguire la laurea in scienze sociali presso l'università di Roma. Posto in congedo il 31 gennaio 1932, rientrò a Ferrara, dove si iscrisse al locale circolo degli Alpini intitolato a suo zio.
Nel 1934 fu nominato federale della città, carica che mantenne fino alla morte. Essendo stato congedato come tenente di complemento, con tale grado chiese il richiamo alle armi per partire volontario nella guerra italo-etiopica: destinato in forza al Battaglione "Trento" dell'11º Reggimento alpini, assunse il comando del plotone mortai d'assalto della 94ª Compagnia. Il 3 aprile ebbe il suo battesimo del fuoco quando tutto il battaglione avanzava dall'Amba Bohorà verso il Lago Ascianghi (fra la Battaglia di Mai Ceu e quella del lago Ascianghi). Per una brillante azione sul Colle Tarmaber fu decorato di medaglia di bronzo. A guerra ormai finita, l'8 giugno rientrò in Italia e, ricollocato in congedo, riprese la sua attività politica.

## La fine in Libia
Alla vigilia della seconda guerra mondiale lo zio Italo, dal 1934 governatore generale della Libia, lo rivolle vicino e, come volontario, Lino fu richiamato per conto del Ministero della Regia Aeronautica e messo a disposizione, mantenendo grado e Corpo di appartenenza, del quartier generale, allora dislocato a Derna.
Da qui nel pomeriggio del 28 giugno 1940 (pochi giorni dopo l'entrata dell'Italia in guerra) prese posto con lo zio ed altre personalità militari a bordo di un aereo per una prevista ricognizione e ispezione alle linee italiane, trovandovi la morte unitamente al congiunto sui cieli di Tobruk a seguito dell’abbattimento, ufficialmente involontario, delle batterie antiaeree dell'incrociatore italiano San Giorgio.